# Kerinci

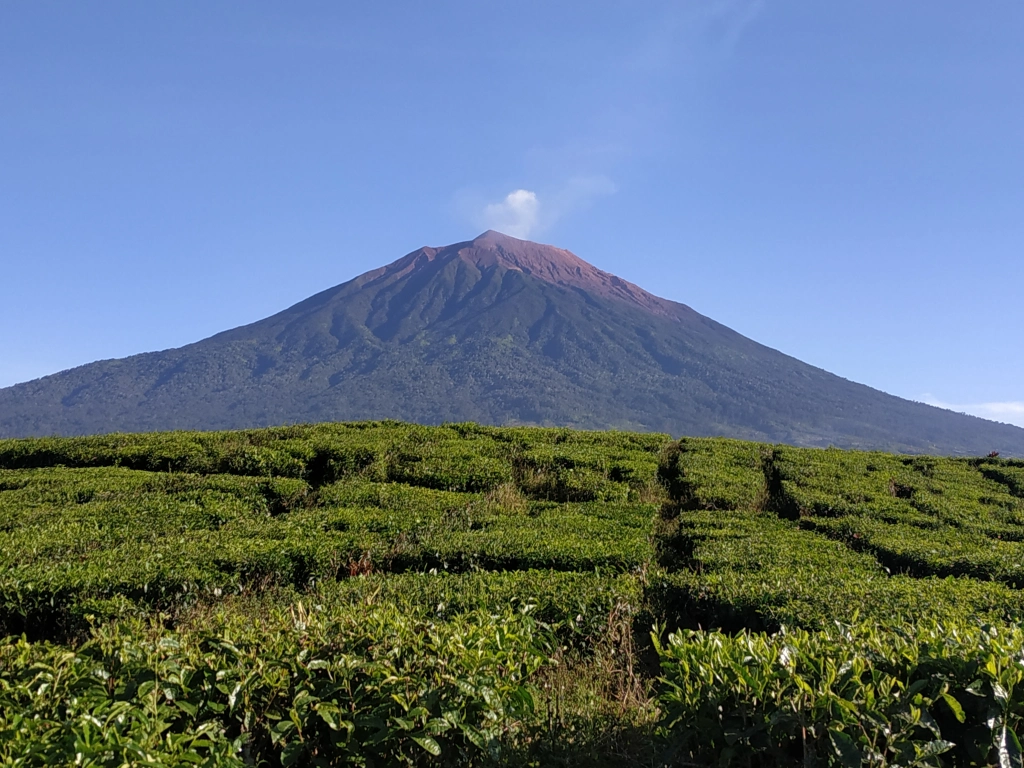
Mount Kerinci

Kerinci (också Kerintji, men det finns många andra namn för Kerinci, till exempel Gunung Kerinci, Gadang, Berapi Kurinci, Kerinchi, Korinci) är den högsta vulkanen i Indonesien, och högsta berget på Sumatra.
Berget ligger i provinsen Jambi, i centrala delen av Sumatra, i Barisanbergen nära öns västra kust, ungefär 130 kilometer söder om Padang. Vulkanen är det mest framträdande kännetecknet i nationalparken Kerinci-Seblat som med sina barrträdsskogsklädda sluttningar reser sig mellan 2400 och 3300 meter över den omgivande terrängen. Vulkanen är 8 kilometer bred och 25 kilometer lång vid sin fot, vilket gör den avlång i nordsydlig riktning. Vid toppen finns en djup och 600 meter bred krater som ofta är delvis fylld med ett gröngult vatten.

## Fotnot
1. ↑  Då Kerinci är det högsta berget på en ö, Sumatra, blir primärfaktorn samma som bergets höjd.